# إيفون ديغول
ايفون ديغول (بالفرنسية: Yvonne de Gaulle) (و. 1900 – 1979 م) هي من فرنسا ولدت في كاليه. زوجة الرئيس الفرنسي شارل ديغول. أطلق الفرنسيون على زوجة الجنرال شارل ديغول لقب «العمّة ايفون». ولم يكونوا قد تعرّفوا إليها في الواقع حتى عام 1958 عندما أصبح زوجها رئيسا للجمهورية الفرنسية. ظلت ايفون هي «السيدة الأولى» لمدة عشر سنوات. لكنها بقيت في أذهان عامة المواطنين «السيدة المتواضعة» التي تعيش في ظل الجنرال وتحرص دائمًا على الابتعاد عن الأضواء. «لم تكن تحب قصر الإليزيه». لكنها لم تتأخر أبدًا بالمقابل عن تأدية «الواجبات الرسمية» المتعلقة بزوجة رئيس الجمهورية. وكانت تفضل بلدة «كولومبي ذات الكنيستين» على قصر الإليزيه. وكولومبي كانت مكان إقامة الجنرال وفيها جرى دفنه بعد وفاته. وهناك فقط في تلك البلدة كان يتولاها الإحساس أن الجنرال قريب منها وأنهما يعيشان كأسرة بعيدًا عن مستلزمات الحياة العامة.

## مقالات ذات صلة
- شارل ديغول